# HD 56410
HD 56410，又名CD-41 2906，SAO 218568、HR 2759，是一颗恒星，视星等为5.94，位于銀經252.84，銀緯-13.49，其B1900.0坐标为赤經7h 11m 41.3s，赤緯-41° -13.49′ 5″。